# Software custom
Software custom (cunoscut și ca software la comanda) este un tip de software dezvoltat special pentru anumite organizații, ce include funcționalități specifice pornite de la nevoile particulare ale beneficiarilor. Acesta difera de software-ul disponibil pe piață (cunoscut și ca software proprietar sau software de raft). În general nu este adresat vânzării în masa, ci este creat pentru diverse companii sau corporații cu procese de business specifice. 
Companiile apelează la software custom în momentul în care aplicațiile software standard pe care le utilizează nu mai sunt suficiente pentru nevoile de eficientizare ale proceselor lor de business. Investiția într-un software custom este considerabilă, fiind un produs unicat, însă este acoperită prin maximizarea nivelului de flexibilitate și de scalabilitate a funcționalităților, asigurând o acoperire de 100% a nevoilor prezente și viitoare ale beneficiarilor.
Principalele categorii de beneficiari pentru software custom comercial sunt:
- Companii de productie ce au nevoie de software custom specific fluxurilor proprii pentru optimizarea proceselor de productie
- Corporatii ce au nevoie de software custom pentru nevoile specifice mediului de business local si optimizarii proceselor de business
- Companii locale medii si mari ce doresc sa includa particularitatile lor de business, in solutiile pe care le folosesc, pentru a isi pastra unicitatea proceselor proprii.

Software custom necomercial este intalnit deobicei in mediul academic. 